# Esperanza Pedreño
María Esperanza Pedreño Solares (Albacete, 20 de diciembre de 1974), conocida como Esperanza Pedreño, es una actriz, autora y directora de teatro española.

## Biografía y formación
Pasó su infancia y adolescencia en Albacete. Estudió EGB en la Escuela Nacional de Prácticas (Anejas) y Bachillerato en el IES Tomás Navarro Tomás. Allí comenzó su andadura teatral interpretando sus primeros papeles a cargo de la profesora de literatura María Nieto en el emblemático TNT, un grupo aficionado que recorría la provincia con obras de Casona, Goldoni, Lorca, obras infantiles y recitales poéticos.
Colgó la carrera de Económicas y se fue a vivir a Almagro donde trabajó unos años como guía turístico mientras estudiaba con profesores de la talla de Josefina García Aráez o Valeriu Sandulescu en la Escuela de Teatro Clásico de Almagro fundada por el Festival de Teatro Clásico. Entró en la Compañía de Teatro de Juan Pedro de Aguilar que durante los años 1992-1994 fue director del Festival de Almagro y participó en obras como La Suegra de Terencio y Los Entremeses de Cervantes para campañas escolares o El Patio de Monipodio, una divertida adaptación de Rinconete y Cortadillo con Manuel de Blas y Elisenda Ribas en el reparto. Con tan solo 20 años fue actriz revelación del Festival de Teatro Clásico de Almagro interpretando La Discreta Enamorada en el Corral de Comedias también en compañía de la actriz Elisenda Ribas que se convirtió en una maestra para ella.
Tras esta etapa, ingresó en 1994 en la Real Escuela Superior de Arte Dramático (RESAD) donde cursó una Beca Erasmus en Performing Arts en la Middlesex University de Londres. En su paso por la RESAD fue alumna en la asignatura de Teatro Contemporáneo de Carla Matteini, traductora de todo el teatro de Darío Fo. Esperanza tuvo la gran oportunidad de ser seleccionada por Carla junto a otras alumnas para viajar hasta Cervia a trabajar con Franca Rame donde conocieron de primera mano el proceso creativo que Franca Rame llevó a cabo con su monólogo autobiográfico Lo stupro (La violación) y la dimensión y el poder de resiliencia de la escena contemporánea en los trabajos confesionales.
Con la titulación superior obtuvo el CAP de Teatro en la Universidad Complutense de Madrid realizando las prácticas con el grupo de Teatro Musical de los Salesianos de Atocha.

En el año 1998 realizó un viaje a Motovun (Croacia) junto a la también dramaturga Marilia Samper para asistir al Seminario Internacional Lorca, arte y destrucción organizado por el Instituto del Mediterráneo. En un país sin infraestructuras todavía devastado por la Guerra croata de independencia y con una sociedad civil sometida a fuertes restricciones y registros, se concentra en la escritura de su primera obra, el musical infantil En brazos de Cupido para el Teatro de la Paz de Albacete y que se estrenó en diciembre de ese mismo año. 
Sorprende de la lectura de este texto la originalidad con que su autora ha imaginado y desarrollado desde los personajes hasta los elementos que describe para la puesta en escena, pasando por las situaciones. Éstas suelen acabar como inacabadas anécdotas lo que, unido a un juguetón enredo, convierten a la obra en un pequeño y gracioso disparate. Es de agradecer, por otra parte, que este original e imaginativo texto no sea una obra intencionadamente ejemplarizante y que pretenda sobre todo entretener y divertir, lo que la hace un tanto especial para su género. Tanto en el contenido como en la estructura se demuestra: la variedad de personajes (desde reyes a bandoleras), el carácter desenfadado que los define, los raptos y los intentos de rescate, las confusiones que se crean, los diálogos agudos, a veces hasta picantes o irónicos, el número de canciones que intercalan, la doble historia de amor y el final feliz; todo ello surte el efecto deseado y hace posible afirmar que se trata de una obra infantil poco tópica. AUTORAS EN LA HISTORIA DEL TEATRO ESPAÑOL (1975-2000) VOL.III Investigación dirigida por Juan Antonio Hormigón. Publicación de la ADE. Serie: Teoría y Práctica del Teatro n.º17.
Ha realizado además cursos de formación con Miguel Narros, John Strasberg, Eduardo Fuentes, Manuel Martín Cuenca, Vicente Fuentes, Antonio Díaz-Florián y Vladimir Olshansky.

## Trayectoria
En el año 2000 crea junto a Isabel Pintor y Raquel Toledo el cabaret Las engendras televisivas, una comedia de pequeño formato para la mítica Sala Candilejas de Ninetto y Absurdino en Madrid. Con este espectáculo recogió varios premios como el del III Maratón de Teatro Joven de Madrid 2001 en el Círculo de Bellas Artes ex aequo a mejor actriz o el del Concurso de Café-teatro Pasarena de Logroño 2002 a mejor espectáculo y mejor actriz.
Entre 2001 y 2003, escribe, dirige e interpreta una comedia sobre la inmigración Sí que hay vida producida por César Vea que recorre ferias y redes de teatro de toda España. Escribe también El Madrid de Jacinto Guerrero, como encargo de la Fundación Maestro Guerrero para La Corrala 2001.
En 2003 entra a formar parte de la compañía Uroc Teatro y trabaja con ellos en diversos montajes como Objetos Perdidos o La Rosa de Papel, mientras continúa creando obras con sello propio. Escribe y dirige los espectáculos No quiero bailar con nadie, basado en relatos de Dorothy Parker e Interior Noche, para el CEV de Madrid, que dirige, escribe e interpreta.
En 2005 salta a la fama por su actuación en la serie Camera Café, emitida en Telecinco y producida por esta cadena y Magnolia TV interpretando el personaje de Mari Carmen Cañizares. También trabajó en las dos primeras temporadas de la serie Doctor Mateo emitida por Antena 3 interpretando el papel de Marga, la secretaria díscola del Doctor Mateo.
En cine protagonizó junto a Malena Alterio y Antonio de la Torre la película Una palabra tuya de Ángeles González-Sinde, adaptación de la novela homónima de Elvira Lindo, editada por Seix-Barral cinta que le valió un gran reconocimiento por su interpretación de Milagros amiga de la infancia de Rosario.
Otro trabajo a destacar en cine es el que realizó en 18 comidas de Jorge Coira, película basada en improvisaciones de los actores en torno a una mesa y en la que Esperanza Pedreño protagoniza una de las historias con Luis Tosar en el papel de Sol.
En 2009 es actriz de doblaje en la película El lince perdido, película producida por Antonio Banderas y dirigida por Raúl García Sanz y Manuel Sicilia Morales, ganadora del Goya 2009 a la mejor película de animación, estrenada el 25 de diciembre de 2008, en la que interpreta a Patty, una flamenca insegura.
Durante todos estos años no abandona su pasión por el teatro y en 2007 funda su compañía de Teatro El Buco. Su primera producción fue Valeria y los pájaros una obra escrita y dirigida por José Sanchis Sinisterra.
Entre sus últimas producciones destacan Coneja, Trilogía de la Desaparición donde firma la escritura, dirección e interpretación y que estrenó en el Teatro Alfil de Madrid en 2019 y Mi relación con la comida de Angélica Liddell, proyecto unipersonal que produce, dirige e interpreta con el que obtiene el Premio del Público al Mejor Espectáculo de Teatro en la Feria Internacional de Teatro y Danza de Huesca 2015 y el Premio Godoff de Teatro a la mejor Intérprete Mujer 2016 ;
También ha trabajado como actriz con la dramaturga y directora Paloma Pedrero en Magia Café y en Mary para Mary sobre la figura de Mary Wollstonecraft, Poli bueno, poli muerto, escrita y dirigida por el cineasta Juanma Bajo Ulloa o Casa con dos Puertas de Calderón de la Barca, versionada y dirigida por el actor Javier Veiga.
En julio de 2023 estrena la miniserie Poquita fe, producida por Movistar+ y que coprotagoniza junto a Raúl Cimas.

## Filmografía

### Cine
| Año  | Película                         | Personaje             | Director                      |
| ---- | -------------------------------- | --------------------- | ----------------------------- |
| 2022 | Camera Café: la película         | Mari Carmen Cañizares | Ernesto Sevilla               |
| 2015 | Ocho apellidos catalanes         | Lotera                | Emilio Martínez-Lázaro        |
| 2010 | La gente sencilla (Cortometraje) |                       | Alber Ponte                   |
| 2009 | 18 comidas                       | Sol                   | Jorge Coira                   |
| 2009 | El sobrino (Cortometraje)        | Boni                  | Nacho Rubio, Nacho Blasco     |
| 2008 | El lince perdido                 | Patty (voz)           | Manuel Sicilia, Raúl García   |
| 2008 | Una palabra tuya                 | Milagros              | Ángeles González-Sinde        |
| 2006 | Rémoras (Cortometraje)           |                       | Marisa Lafuente               |
| 2006 | Cruces (Cortometraje)            |                       | David Martínez, Pablo Esparza |
| 2006 | Amor en defensa propia           | Administrativa ETT    | Rafa Russo                    |
| 2004 | Di que sí                        | Vigilante             | Juan Calvo                    |

### Teatro
- Coneja[6] (Esperanza Pedreño, El Buco Teatro, 2019)
- La madre que me parió (Gabriel Olivares, Orbita Media Sport, 2017-2018)
- Mi relación con la comida[7] (Esperanza Pedreño, El Buco Teatro, 2014-2017)
- Mary para Mary (Paloma Pedrero, Fundación Juan March, 2016)
- Magia Café (Paloma Pedrero, ONG Caídos del cielo, 2013)
- El sueño del pescador (Esperanza Pedreño, El Buco Teatro, 2012)
- Los monólogos de Eve Ensler (Gabriel Olivares, 2011)
- Valeria y los Pájaros (José Sanchis Sinisterra, El Buco Teatro, 2008)
- La fiesta de los Comediantes (Olga Margallo, Uroc Teatro, 2005)
- Ligazón y la Rosa de Papel (Juan Margallo, Uroc Teatro, 2004)
- Objetos perdidos (Petra Martínez, Uroc Teatro, 2003)
- Casa con dos puertas (Javier Veiga, Teatro Impar, 2003)
- Cyrano (Álvaro Lavín, Teatro Meridional, 2002)
- Sí que hay vida (Esperanza Pedreño, Digital Producciones, 2003-2004)
- Las engendras televisivas (Raquel Toledo, Somos la Pera, 2000-2001)
- Lugar Común (Agustina Aragón, Premio mejor dirección Certamen Torrejón, 1998)
- La discreta enamorada (Juan Pedro de Aguilar, Festival de Almagro, 1994)
- La Suegra (Juan Pedro de Aguilar, Cía Juan Pedro de Aguilar, 1994)
- El patio de Monipodio (Juan Pedro de Aguilar, Festival de Almagro, 1993)
- Los entremeses de Cervantes (Juan Pedro de Aguilar, Cía Juan Pedro de Aguilar, 1992)

### Programas
- Dutifrí (2007)
- Plan C (2005)
- Muchachada Nui (2007)

### Series
- Poquita fe (2023)
- Doctor Mateo (2009-2011)
- Fibrilando (2009)
- Camera Café (2005-2009)

## Premios y candidaturas
Medallas del Círculo de Escritores Cinematográficos
| Año  | Categoría               | Película         | Resultado |
| ---- | ----------------------- | ---------------- | --------- |
| 2008 | Mejor actriz secundaria | Una palabra tuya | Ganadora  |
| 2010 | Mejor actriz secundaria | 18 Comidas       | Nominada  |

Premios de la Unión de Actores
| Año  | Categoría                             | Película         | Resultado |
| ---- | ------------------------------------- | ---------------- | --------- |
| 2005 | Mejor actriz de reparto de televisión | Camera Café      | Ganadora  |
| 2009 | Mejor actriz revelación               | Una palabra tuya | Nominada  |

Premios Goya
| Año  | Categoría               | Película         | Resultado |
| ---- | ----------------------- | ---------------- | --------- |
| 2009 | Mejor actriz revelación | Una palabra tuya | Nominada  |

Otros reconocimientos
- Halcón Maltés Mejor Actriz Revelación en la Cartelera Turia 2009 por Una palabra tuya.
- Premio FICCAB 2008 de Benalmádena junto a Malena Alterio por Una palabra tuya.